# یوکی کاوای
یوکی کاوای (انگلیسی: Yuki Kawai؛ زادهٔ ۲۲ ژانویهٔ ۱۹۹۰) بازیکن والیبال اهل ژاپن است.